# Йоанис Праскакис
Йоанис Емануил Праскакис (на гръцки: Ιωάννης Εμμανουήλ Πρασακάκης) е гръцки лекар и революционер, участник в Гръцката война за независимост.

## Биография
Роден е на Хиос в голямото семейство Праскакис. Брат е на Теодорос Праскакис и Николаос Праскакис, участници във Войната за независимост. Учи медицина в Париж, в Монпелие и в Лозана и е приятел на Адамандиос Кораис. При избухването на Гръцкото въстание в 1821 година се присъединява към бунтовниците и участва в походите към Евбея и Атина, където пръв вдига гръцкото знаме. Сражава се и на Крит, в Патра и Наварин.
След въстанието, около 1832 година, се установява в Солун, където практикува медицина. Живее в жилищна кула от XVIII век, която днес носи името му. Османската държава го отличава за големия му принос в борбата с епидемията от холера в 1854 година. Носител е на сребърния кръст на Ордена на Спасителя, връчен му от крал Отон I Гръцки, на златен кръст на Ордена на Спасителя от Георгиос I Гръцки, медал на Ордена „Меджидие“ от султан Абдул Меджид I, Ордена на лилията от Шарл X и Почетния легион от Наполеон III.